# Fatumafuti
Fatumafuti är en ort i Amerikanska Samoa (USA).   Den ligger i distriktet Östra distriktet, i den västra delen av landet, 4 km sydost om huvudstaden Pago Pago. Fatumafuti ligger 28 meter över havet och antalet invånare är 103.
Terrängen runt Fatumafuti är huvudsakligen kuperad, men åt sydväst är den platt. Havet är nära Fatumafuti åt sydost.  Närmaste större samhälle är Pago Pago, 3,8 km nordväst om Fatumafuti. 